# Wanniyala
Genre
Wanniyala est un genre d'araignées aranéomorphes de la famille des Pholcidae.

## Distribution
Les espèces de ce genre sont endémiques du Sri Lanka.

## Liste des espèces
Selon World Spider Catalog (version 21.0, 09/04/2020) :
- Wanniyala agrabopath Huber & Benjamin, 2005
- Wanniyala badulla Yao & Li, 2020
- Wanniyala batatota Yao & Li, 2020
- Wanniyala hakgala Huber & Benjamin, 2005
- Wanniyala labugama Huber, 2019
- Wanniyala mapalena Huber, 2019
- Wanniyala mudita Huber, 2019
- Wanniyala ohiya Huber, 2019
- Wanniyala orientalis Huber, 2019
- Wanniyala upekkha Huber, 2019
- Wanniyala viharekele Huber, 2019

## Publication originale
- Huber & Benjamin, 2005 : The pholcid spiders from Sri Lanka: redescription of Pholcus ceylonicus and description of a new genus (Araneae: Pholcidae). Journal of Natural History, vol. 39, no 37, p. 3305-3319.